# Darius Raulušaitis
Darius Raulušaitis (* 27. Juni 1975 in der Rajongemeinde Kaunas) ist ein litauischer Jurist, kommissarischer Generalstaatsanwalt Litauens.

## Leben
Nach dem Abitur 1993 an der 2. Mittelschule in Varėna absolvierte Raulušaitis 1998 das Bachelorstudium an der Lietuvos teisės akademija (MRU) und 2002 das Diplomstudium an der Vilniaus universitetas.
Von 1996 bis 1999 arbeitete er als Inspektor bei Vadovybės apsaugos departamentas am Innenministerium Litauens, von 1999 bis 2003 als Staatsanwalt in der Rajongemeinde Vilnius, von 2003 bis 2004 in der Bezirksstaatsanwaltschaft Vilnius, ab 2004 in der Generalstaatsanwaltschaft Litauens, ab Juli 2010 als stellvertretender Generalstaatsanwalt Litauens (ernannt durch Präsidentin Dalia Grybauskaitė). Ab Mai 2014 war Raulušaitis kommissarischer Generalstaatsanwalt (nach der Suspendierung von Darius Valys).

## Familie
Raulušaitis ist verheiratet und hat mit seiner Frau Aistė Raulušaitienė, Chefpflegerin bei VšĮ Centro poliklinika und Vizepräsidentin der litauischen Organisation für Pflegefachkräfte,  einen Sohn und eine Tochter.